# Pezuela de las Torres
Pezuela de las Torres é um município da Espanha na província e comunidade autónoma de Madrid, de área 41,44 km² com população de 744 habitantes (2007) e densidade populacional de 11,90 hab/km².

## Demografia
| Variação demográfica do município entre 1991 e 2004 | Variação demográfica do município entre 1991 e 2004 | Variação demográfica do município entre 1991 e 2004 | Variação demográfica do município entre 1991 e 2004 |
| --------------------------------------------------- | --------------------------------------------------- | --------------------------------------------------- | --------------------------------------------------- |
| 1991                                                | 1996                                                | 2001                                                | 2004                                                |
| 462                                                 | 540                                                 | 536                                                 | 492                                                 |